# Mike Havenaar
Mike Havenaar (ハーフナー・マイク?; Hiroshima, 20 maggio 1987) è un ex calciatore giapponese di origini olandesi, di ruolo attaccante.

## Biografia
È figlio di Dido Havenaar, calciatore olandese emigrato in Giappone negli anni ottanta. Anche suo fratello minore Nikki è un calciatore.

## Caratteristiche
È un attaccante, capace di giocare sia come prima punta che come seconda punta. È sinistro, dotato di un tiro potente oltre che preciso, infatti è in grado di segnare calciando anche da lunghe distante. Fisicamente resistente, la sua specialità sono i tiri di testa, trovando la rete per merito della sua velocità e della sua buona capacità nel salto.

## Carriera

### Club
Esordisce nella massima divisione calcistica giapponese, la J1 League, nel 2006 indossando la maglia dello Yokohama F. Marinos, dove gioca per due stagioni, venendo poi ceduto in prestito nel 2008 all'Avispa Fukuoka, nella J2 League, riuscendo a segnare 7 gol in una sola stagione. Nel 2019 viene ceduto in prestito al Sagan Tosu dove diventa autore, nella J2 League 2009, di ben 15 reti.
A partire dal 2010 inizia a giocare per il Ventforet Kofu, e grazie anche al contributo di Havenaar la squadra riesce ottiene la promozione in prima divisione, sebbene la squadra a fine stagione viene nuovamente retrocessa in seconda divisione, benché Havenaar venga inserito nella lista dei migliori undici giocatori della J1 League 2011.
Havenaar viene acquistato nel 2011 dal Vitesse, giocando nell'Eredivisie dove esordisce nella sconfitta per 1-0 contro il NEC Nijmegen. Segna la sua prima rete nella sconfitta contro il PSV per 3-1. Havenaar segnerà il gol del 2-0 nella vittoria contro il De Graafschap, e metterà a segno la rete del 3-1 nella vittoria a danno del Groningen. Grazie alla rete di Havenaar, il 25 agosto 2013, la squadra vincerà per 1-0 contro il Twente, invece contro il FC Utrecht segnerà la rete del temporaneo 2-1 nella partita che si concluderà per 3-1. Riuscirà a segnare il gol del 2-1 nella partita che si concluderà per 6-2 vinta contro il PSV, contro il RKC Waalwijk segnerà la rete del pareggio nella partita vinta 3-1. Metterà a segno una doppietta contro il Roda JC nella vittoria per 3-0, e segnerà il gol della vittoria nella parita che terminerà per 2-1 contro il NAC Breda. Nell'amichevole contro il Wolfsburg sarà autore della rete del 1-0 nella partita che si concluderà con una vittoria per 3-2.
Dopo la sua breve esperienza nel Córdoba, durata solo cinque partite, fa il suo esordio, nel 2005, nel club finlandese del HJK Helsinki. In Veikkausliiga riuscirà a segnare una doppietta nella vittoria contro l'Inter Turku per 2-0, inoltre sarà autore del 3-0 contro il SJK nella partita che si colcluderà per 3-1. Nella Suomen Cup 2015 segnerà la rete della vittoria contro il PK-35 Vantaa per 2-1. Durante la Liigacup 2015 segna il gol del 2-0 ai quarti di finale contro il FC Lahti, infine, durante la finale contro il RoPS, suggella la vittoria segnando il gol del 2-0. Nella Champions League segnerà nella partita di ritorno il gol del 1-0 vincendo contro il Ventspils che nella partita d'andata aveva già perso per 3-1.
Havenaar torna a giocare in Olanda, nel Den Haag, dove consegue un'ottima prima stagione, segnando 16 gol. Riuscirà a realizzare il gol del 1-0 nell partita vinta per 4-1 contro il Twente, inoltre con una doppietta permetterà alla sua squadra di aggiudicarsi una vittoria per 2-1 contro lo Sportclub Cambuur. Segnerà la rete del 4-2 nella partita vinta contro l'Excelsior, inoltre riuscirà a segnare il gol del 1-0 contro il Willem II che finirà per 2-0; inoltre sarà autore di un gol nella partita finita in pareggio per 1-1 contro l'Sportclub Heerenveen grazie a un rigore trasformato. Nella seconda stagione sarà autore di una doppietta nella partita vinta per 3-0 contro il Go Ahead Eagles, inoltre sarà autore del gol della vittoria nella partita vinta per 1-0 con il NEC Nijmegen. Contro il Roda JC segnerà la rete del temporaneo 3-0 che si concluderà con una vittoria per 4-1. inoltre sarà autore del gol della vittoria nella partita che terminerà per 2-1 contro il Willem II. Segnerà la rete del pareggio contro l'Sportclub Telstar nella partita di KNVB Beker vinta per 2-1, infine segnerà la sua ultima rete nella partita vinta per 4-1 contro l'Excelsior.
Ritorna a giocare, nel 2017, in Giappone, con la maglia del Vissel Kobe, chiedendo la sua carriera con il club dopo due stagioni segnando 7 reti, venendo ceduto in prestito al Vegalta Sendai e successivamente al club tailandese del Bangkok United, giocando solo otto partite con un totale di 4 gol. Tornerà a giocare in Giappone venendo ceduto in prestito al Ventforet Kofu, in seconda divisione.

### Nazionale
Esordirà nel 2011 nella nazionale giapponese durante una partita contro la Corea del Nord, inoltre segnerà una doppietta contro il Tajikistan nella partita vinta per 8-0, entrambe le reti le ha segnate di testa.
Segnerà il gol della vittoria, nel 2012, in una partita amichevole contro gli Emirati Arabi Uniti che finirà per 1-0, inoltre, sempre in un'altra amichevole, segnerà il gol del 2-1 nella partita vinta contro il Canada nel 2013.

## Statistiche
| Cronologia completa delle presenze e delle reti in nazionale ― Giappone | Cronologia completa delle presenze e delle reti in nazionale ― Giappone | Cronologia completa delle presenze e delle reti in nazionale ― Giappone | Cronologia completa delle presenze e delle reti in nazionale ― Giappone | Cronologia completa delle presenze e delle reti in nazionale ― Giappone | Cronologia completa delle presenze e delle reti in nazionale ― Giappone | Cronologia completa delle presenze e delle reti in nazionale ― Giappone | Cronologia completa delle presenze e delle reti in nazionale ― Giappone |
| Data                                                                    | Città                                                                   | In casa                                                                 | Risultato                                                               | Ospiti                                                                  | Competizione                                                            | Reti                                                                    | Note                                                                    |
| ----------------------------------------------------------------------- | ----------------------------------------------------------------------- | ----------------------------------------------------------------------- | ----------------------------------------------------------------------- | ----------------------------------------------------------------------- | ----------------------------------------------------------------------- | ----------------------------------------------------------------------- | ----------------------------------------------------------------------- |
| 2-9-2011                                                                | Saitama                                                                 | Giappone                                                                | 1 – 0                                                                   | Corea del Nord                                                          | Qual. Mondiali 2014                                                     | -                                                                       | 70’                                                                     |
| 6-9-2011                                                                | Tashkent                                                                | Uzbekistan                                                              | 1 – 1                                                                   | Giappone                                                                | Qual. Mondiali 2014                                                     | -                                                                       | 65’                                                                     |
| 11-10-2011                                                              | Osaka                                                                   | Giappone                                                                | 8 – 0                                                                   | Tagikistan                                                              | Qual. Mondiali 2014                                                     | 2                                                                       | 49’                                                                     |
| 11-11-2011                                                              | Dushanbe                                                                | Tagikistan                                                              | 0 – 4                                                                   | Giappone                                                                | Qual. Mondiali 2014                                                     | -                                                                       | 59’                                                                     |
| 15-11-2011                                                              | Pyongyang                                                               | Corea del Nord                                                          | 1 – 0                                                                   | Giappone                                                                | Qual. Mondiali 2014                                                     | -                                                                       | 77’                                                                     |
| 29-2-2012                                                               | Toyota                                                                  | Giappone                                                                | 0 – 1                                                                   | Uzbekistan                                                              | Qual. Mondiali 2014                                                     | -                                                                       | 65’                                                                     |
| 6-9-2012                                                                | Niigata                                                                 | Giappone                                                                | 1 – 0                                                                   | Emirati Arabi Uniti                                                     | Amichevole                                                              | 1                                                                       |                                                                         |
| 11-9-2012                                                               | Saitama                                                                 | Giappone                                                                | 1 – 0                                                                   | Iraq                                                                    | Qual. Mondiali 2014                                                     | -                                                                       | 90’                                                                     |
| 12-10-2012                                                              | Saint-Denis                                                             | Francia                                                                 | 0 – 1                                                                   | Giappone                                                                | Amichevole                                                              | -                                                                       | 86’                                                                     |
| 22-3-2013                                                               | Doha                                                                    | Giappone                                                                | 2 – 1                                                                   | Canada                                                                  | Amichevole                                                              | 1                                                                       | 46’                                                                     |
| 26-3-2013                                                               | Amman                                                                   | Giordania                                                               | 2 – 1                                                                   | Giappone                                                                | Qual. Mondiali 2014                                                     | -                                                                       | 65’                                                                     |
| 30-5-2013                                                               | Toyota                                                                  | Giappone                                                                | 0 – 2                                                                   | Bulgaria                                                                | Amichevole                                                              | -                                                                       | 46’                                                                     |
| 4-6-2013                                                                | Saitama                                                                 | Giappone                                                                | 1 – 1                                                                   | Australia                                                               | Qual. Mondiali 2014                                                     | -                                                                       | 85’                                                                     |
| 11-6-2013                                                               | Doha                                                                    | Iraq                                                                    | 0 – 1                                                                   | Giappone                                                                | Qual. Mondiali 2014                                                     | -                                                                       | 70’                                                                     |
| 19-6-2013                                                               | Recife                                                                  | Italia                                                                  | 4 – 3                                                                   | Giappone                                                                | Conf. Cup 2013 - 1º turno                                               | -                                                                       | 79’                                                                     |
| 11-10-2013                                                              | Novi Sad                                                                | Serbia                                                                  | 2 – 0                                                                   | Giappone                                                                | Amichevole                                                              | -                                                                       | 89’                                                                     |
| 15-10-2013                                                              | Minsk                                                                   | Bielorussia                                                             | 1 – 0                                                                   | Giappone                                                                | Amichevole                                                              | -                                                                       | 85’                                                                     |
| 24-3-2016                                                               | Saitama                                                                 | Giappone                                                                | 5 – 0                                                                   | Afghanistan                                                             | Qual. Mondiali 2018                                                     | -                                                                       | 72’                                                                     |
| Totale                                                                  |                                                                         | Presenze                                                                | 18                                                                      |                                                                         | Reti                                                                    | 4                                                                       |                                                                         |

## Palmarès

### Club

#### Competizioni nazionali
- Liigacup: 1

HJK: 2015